# Craugastor inachus
Espèce
Synonymes
- Eleutherodactylus inachus Campbell & Savage, 2000

Statut de conservation UICN

 EN B1ab(iii) : En danger
Craugastor inachus est une espèce d'amphibiens de la famille des Craugastoridae.

## Répartition
Cette espèce est endémique du Guatemala. Elle se rencontre de 500 à 1 400 m dans les bassins du Motagua et du río Salamá.

## Publication originale
- Campbell & Savage, 2000 : Taxonomic reconsideration of Middle American frogs of the Eleutherodactylus rugulosus group (Anura: Leptodactylidae): a reconnaissance of subtle nuances among frogs. Herpetological Monographs, vol. 14, p. 186-292.